# Coptobasis dentalis
Coptobasis dentalis là một loài bướm đêm trong họ Crambidae.